# Tiaré Scanda
Tiaré Scanda  (Mexikóváros, Mexikó, 1974. január 6. –) mexikói színésznő.

## Élete és pályafutása
Tiaré Jesusa Flores néven született 1974. január 6-án Mexikóvárosban. 
1990-ben kapta debütált En carne propia című sorozatban. 1991-ben szerepet kapott a Cadenas de amargura című telenovellában. 1991-ben a Muchachitas-ban Elena szerepét osztották rá.

## Filmográfia

### Telenovellák
- La viuda negra (2014) .... Ana
- Qué pobres tan ricos (2013-2014) .... Vilma Terán Sade
- Maricruz (Corazón Indomable) (2013) .... Clorinda
- Por ella soy Eva (2012).... Marcela Noriega de Contreras
- Rafaela doktornő (Rafaela) (2010-2011) .... Rosalba Martínez
- Alma de hierro (2008-2009) .... Juliana
- Lola, érase una vez (2007) .... Milagros Ramos
- Rebelde (2004-2006) .... Galia Dunoff de Gandía
- Amarte es mi pecado (2004) .... Casilda Gómez / Casilda Guzmán Madrigal de Horta
- Bajo la misma piel (2003) .... Aurora Romero
- Julieta (Laberintos de pasión) (1999-2000) .... Rocío
- La culpa (1996) .... Isabel Lagarde
- Azul (1996) .... Karina
- Si Dios me quita la vida (1995) .... Rosario
- Buscando el paraíso (1993-1994) .... Alma
- Muchachitas (1991-1992) .... Elena Olivares
- Cadenas de amargura (1991) .... Liliana Ayala
- En carne propia (1990) .... Pingüinita

### Filmek
- Los inadaptados (2011) .... Alma
- Preludio (2010) .... Cecilia
- Párpados azules (2007) .... Lucía
- Sexo, amor y otras perversiones (2006) .... Mayán
- Una de dos (2002) .... Constitución Gamal
- I love you baby (2001) .... Marisol
- Sin dejar huella (2000) .... Aurelia
- De ida y vuelta (2000) .... Soledad
- En un claroscuro de la luna(1999) .... Nilda
- Tres minutos en la oscuridad (1996)
- Salón México (1996) .... Beatriz
- Sin remitente (1995) .... Mariana
- El callejón de los milagros (1995) .... Maru
- Un año perdido (1993)
- Pueblo viejo (1993)
- Murallas de silencio (1992)
- Lamentos (1992)
- Miss. Amnesia (1991)